# Ventech
 (juillet 2012).

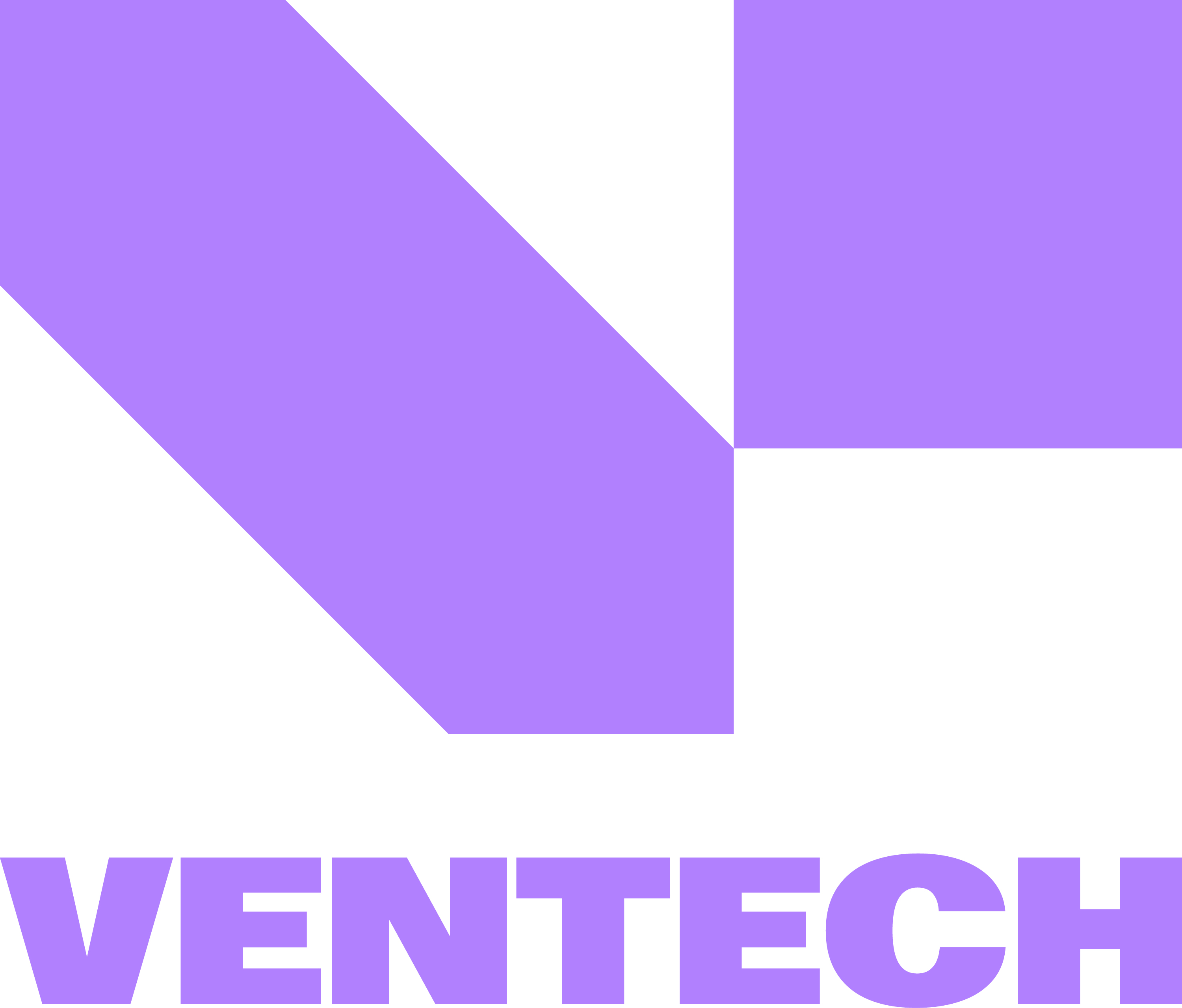
Ventech logo vertical

Ventech est un des principaux fonds de capital risque français membre de l'AFIC.

## Stratégie
(mars 2025).
Ventech, acteur historique du capital risque en Europe, investit dans des sociétés en forte croissance du secteur du numérique (internet, média, e-commerce, mobile, logiciel et infrastructures télécoms).  Ventech a des bureaux à Paris, Munich et Helsinki et est aussi présent en Chine avec une équipe locale qui investit un fonds dédié et contribue au développement des sociétés européennes en Asie.
Avec plus de 650M€ gérés depuis 1998, Ventech a investi dans plus de 120 sociétés en Europe, en Chine, en Russie et aux États-Unis. En 2015, Ventech China annonce le 1er closing de son nouveau fonds pour un montant de $ 180 millions.
Le portefeuille actif ou cédé inclut des sociétés comme Augure, Believe Digital, Picanova, Speexx, StickyADS.tv (acquis par Comcast), Unilend, Vestiaire Collective, Webedia ou Withings (acquis par Nokia en avril 2016).

## Équipes

### Ventech Europe
- Alain Caffi, Founding Partner, Senior Advisor
- Jean Bourcereau[2], Managing Partner
- Christian Claussen, General Partner
- Claire Houry, General Partner
- Audrey Soussan, General Partner
- Stephan Wirries, General Partner
- Tero Mennander, General Partner

### Ventech China
- Eric Huet, Managing Partner
- James Jin, Managing Partner